# Nyírgyulaji Kis-rét
Nyírgyulaji Kis-rét este o arie protejată (arie specială de conservare — SAC, sit de importanță comunitară — SCI) din Ungaria întinsă pe o suprafață de 156,71 ha, integral pe uscat.

## Localizare
Centrul sitului Nyírgyulaji Kis-rét este situat la coordonatele 47°53′42″N 22°04′48″E / 47.895°N 22.08°E.

## Înființare
Situl Nyírgyulaji Kis-rét a fost declarat sit de importanță comunitară în mai 2004 pentru a proteja 2 specii de animale. Situl a fost protejat și ca arie specială de conservare în februarie 2010.

## Biodiversitate
Situată în ecoregiunea panonică, aria protejată conține 3 habitate naturale: Stepe panonice nisipoase, Pajiști aluvionare inundabile, de Cnidion dubii, Stepe și mlaștini sărate panonice.
La baza desemnării sitului se află mai multe specii protejate:
- mamifere (1): popândău (Spermophilus citellus)
- nevertebrate (1): Carabus hungaricus

Pe lângă speciile protejate, pe teritoriul sitului au mai fost identificate 1 specie de nevertebrate.